# Seznam děkanů Pedagogické fakulty Univerzity Hradec Králové
Toto je chronologický seznam osob stojících v čele Pedagogické fakulty Univerzity Hradec Králové.

## Pedagogický institut (1959–⁠1964)
- Karel Angelis (1959–⁠1964)

## Děkani a děkanky Pedagogické fakulty v Hradci Králové (1964–⁠1992)
| Pořadí | Jméno             | Funkční období |
| ------ | ----------------- | -------------- |
| 1.     | Karel Angelis     | 1964–1968      |
| 2.     | Josef Kittler     | 1968–1969      |
| 3.     | Karel Angelis     | 1969–1971      |
| 4.     | Jaroslav Máslo    | 1971–1972      |
| 5.     | František Krejčí  | 1972–1976      |
| 6.     | Josef Švarc       | 1976–1985      |
| 7.     | Olga Ducháčková   | 1986–1989      |
| 8.     | Jindřich Hellberg | 1990–1991      |
| 9.     | Oldřich Richterek | 1991–1992      |

## Děkani a děkanky Pedagogické fakulty UHK (od 2000)
| Pořadí | Fotografie | Jméno                                    | Funkční období |
| ------ | ---------- | ---------------------------------------- | -------------- |
| 1.     |            | Prof. PhDr. Vladimír Wolf                | 1999–2005      |
| 2.     |            | doc. Ing. Vladimír Jehlička, CSc.        | 2005–2012      |
| 3.     |            | doc. PhDr. Pavel Vacek, Ph.D.            | 2012–2016      |
| 4.     |            | doc. PhDr. MgA. František Vaníček, Ph.D. | 2016–2024      |
| 5.     |            | PhDr. Nella Mlsová, Ph.D                 | od 2024        |